# Republic XF-12 Rainbow
Vous lisez un « bon article » labellisé en 2024.
Le Republic XF-12 Rainbow ou Republic XR-12 Rainbow est un avion de reconnaissance photographique quadrimoteur, entièrement métallique, pressurisé, conçu au milieu des années 1940 par la Republic Aviation Company. Répondant à une demande de l'armée des États-Unis, formulée en 1943 pour un avion de reconnaissance à hautes performances, à la fois en matière de vitesse, d'altitude de croisière et d'autonomie, il vole après la fin de la guerre et ne répond alors plus à aucun besoin. L'arrivée imminente d'avions à réaction bien plus performants condamne le projet. Le constructeur tente sans succès d'en proposer une version comme avion de ligne. Un programme d'essais en vol est cependant mené, pendant lequel a lieu un accident mortel. Il reste l'avion à moteur à pistons multimoteur le plus rapide jamais construit et présente, pour son époque, plusieurs caractéristiques techniques avant-gardistes. Il a aussi permis un exploit en matière de photographie aérienne en réalisant une prise de vue continue à travers tout le territoire des États-Unis. Aucun des deux prototypes n'a été préservé.

## Origine

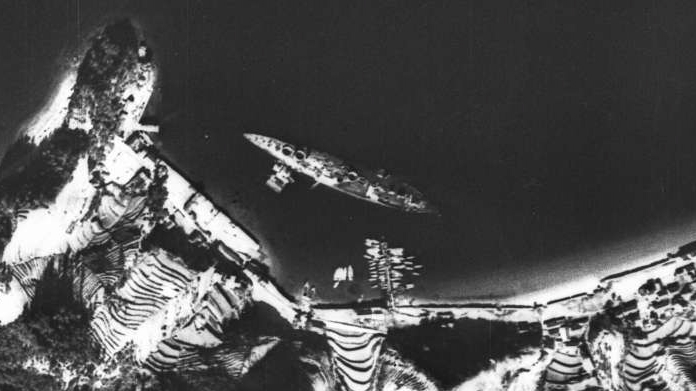
Image de reconnaissance photographique, Seconde Guerre mondiale (montrant un cuirassé japonais).

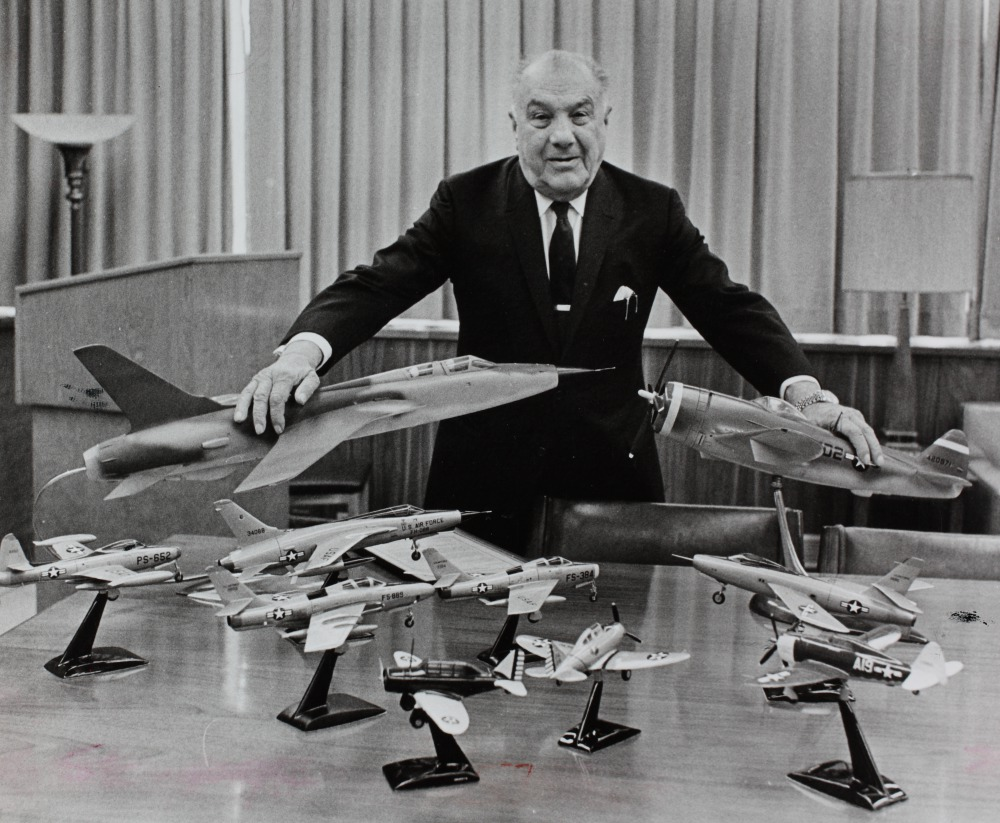
Alexander Kartveli.

En août 1943, Elliott Roosevelt, colonel de l'United States Army Air Forces et fils du président Roosevelt, émet le souhait de disposer d'avions performants spécialisés dans la reconnaissance. Il est, à ce moment, à la tête de la Northwest African Photographic Reconnaissance Wing, une unité conjointe interalliée comprenant huit escadrons de reconnaissance, qui participe aux opérations en Afrique du Nord et fait usage de Lockheed P-38 Lightning et de De Havilland DH.98 Mosquito en version reconnaissance photographique.
À la fin de l'année, cette demande est formalisée par l'USAAF, mais avec le théâtre du Pacifique placé comme priorité. L'USAAF veut un avion capable de survoler l'archipel japonais pour prendre des photographies avant et après les opérations de bombardement, respectivement pour identifier les cibles et évaluer les dommages causés, et doté d'une vitesse et d'un plafond le rendant très difficile à intercepter. En outre, les caméras de l'époque étant très lourdes et encombrantes, un petit avion comme le Lightning ne peut pas emmener autant de matériel que les officiers le souhaiteraient. Le XF-12 est la réponse de Republic à cette demande. Le projet est présenté par le constructeur en décembre 1943 et reçoit le feu vert pour son financement en janvier 1944. Son concurrent est le XF-11 (un appareil beaucoup plus petit) développé par Hughes.
Le responsable de la conception du Rainbow est Alexander Kartveli, qui a déjà dessiné le Republic P-47 Thunderbolt, chasseur américain le plus produit pendant la guerre. En parallèle avec le Rainbow, il préside à la conception du Thunderjet, chasseur à réaction qui vole fin février 1946. Quelques années plus tard, il dessine aussi le Thunderchief.

## Conception
Le XF-12 est un monoplan à aile médiane, quadrimoteur, à train tricycle.

### Performances

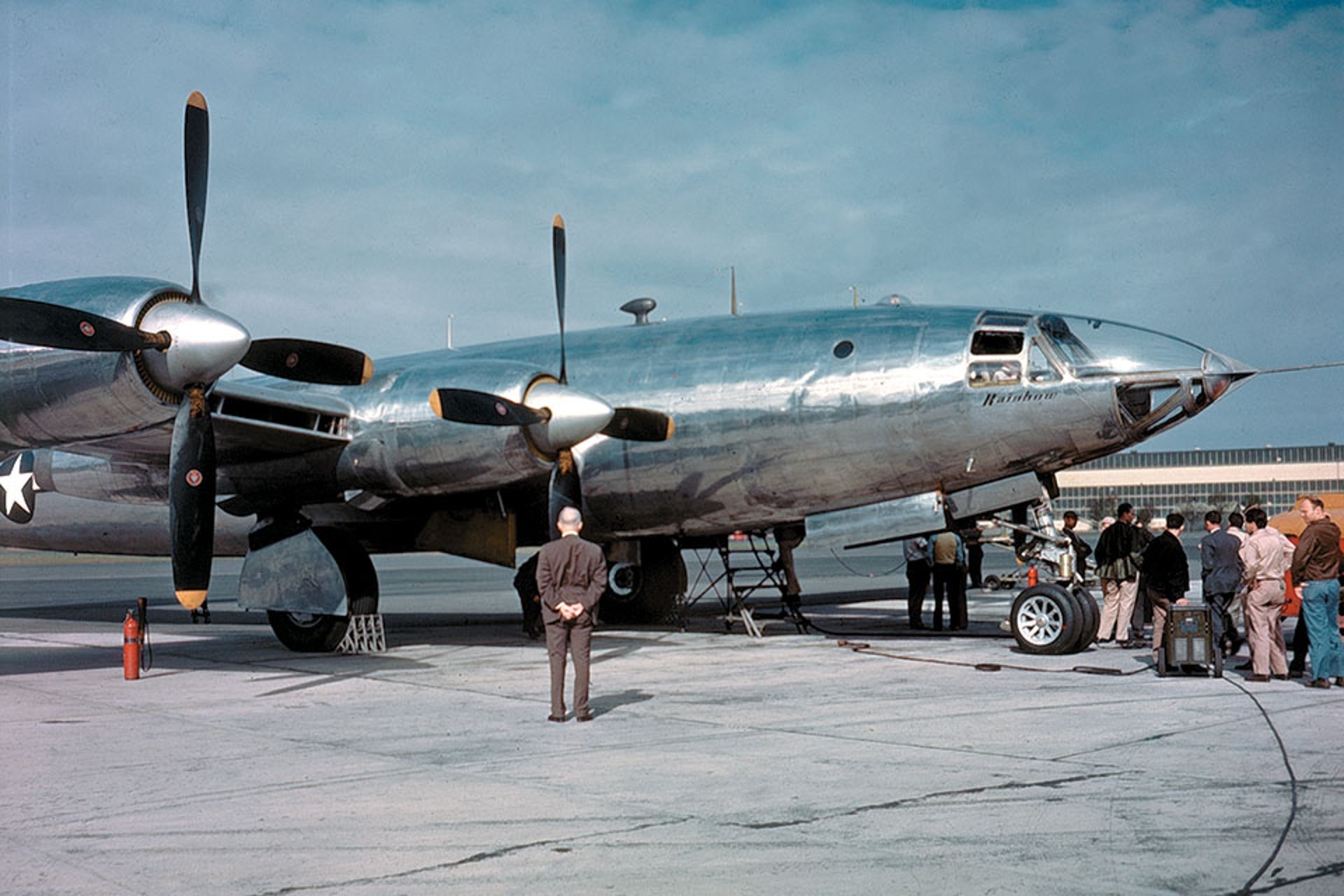
Présentation du prototype.

Le XF-12 est présenté au public en mettant en avant le chiffre quatre, ce qui signifie : quatre moteurs, une vitesse de croisière de 400 mph (640 km/h), une distance franchissable dépassant 4 000 miles (6 400 km) et une altitude de croisière de 40 000 ft (12 000 m). Avec une vitesse de pointe de 760 km/h, il reste le multimoteur à pistons le plus rapide jamais produit. Quelques mono|moteurs ont dépassé sa vitesse, mais il s'agit d'avions modifiés spécialement pour les records.

### Aérodynamique
Il est conçu pour être le plus aérodynamique possible, avec un fuselage de forme oblongue assez caractéristique. Aviation Week remarque que ce fuselage montre une conception entièrement tournée vers l'aérodynamique, sans aucun compromis. L'aile est assez fine, et s'amincit progressivement vers les extrémités. Près du fuselage, elle a juste l'épaisseur nécessaire pour y replier les roues du train principal.

### Motorisation

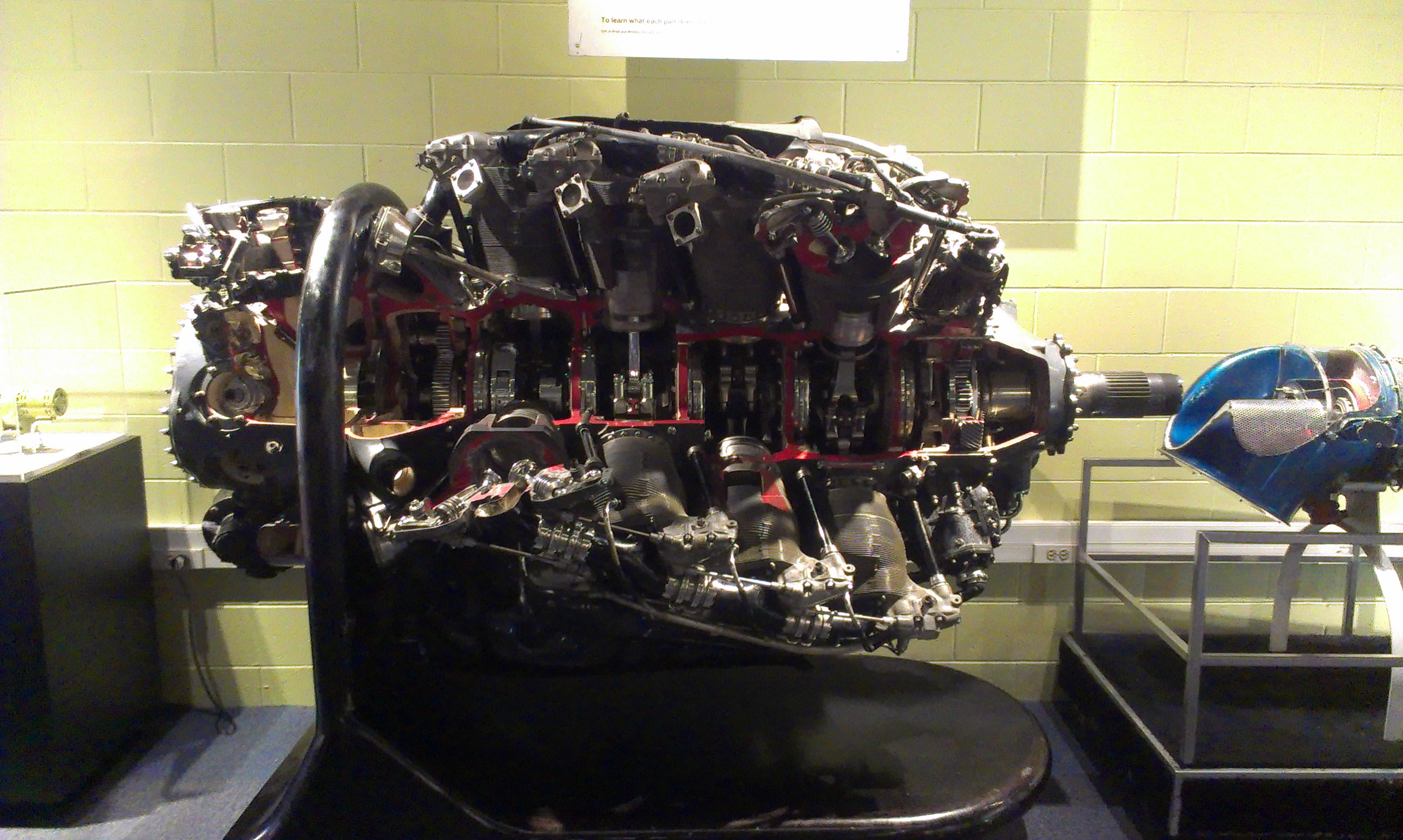
Un R-4360 en exposition

Comme la plupart des grands avions de l'époque, il est équipé de moteurs en étoile, dans ce cas de Pratt & Whitney R-4360 Wasp Major, un moteur qui est à peine disponible (premiers essais au banc en 1944). C'est un moteur à 28 cylindres, en quatre étoiles, d'une cylindrée de 71,5 litres, refroidi par air. La version installée sur le premier XF-12 (R-4360-31), qui dépasse 3 000 CV, est d'ailleurs la même que sur le XF-11 de Hughes (qui n'a que deux moteurs).
L'avion est très largement motorisé pour sa taille : sensiblement plus léger qu'un B-29 (lui-même un avion performant pour l'époque), il dispose néanmoins d'environ 50 % de puissance en plus. Les entrées d'air d'alimentation des moteurs sont situées dans le bord d'attaque de l'aile, entre les moteurs. Cette disposition réduit la traînée, elle permet aussi de disposer d'un léger effet de suralimentation, car la pression de l'air est augmentée par effet bélier (certaines motos font usage du même effet). Quant aux nacelles, elles sont conçues pour offrir un léger effet propulsif supplémentaire. L'air de refroidissement des moteurs, admis autour du moyeu de l'hélice, est ensuite mélangé à l'air d'échappement et rejeté à la pointe arrière. La nacelle se comporte en quelque sorte comme un statoréacteur, même si le gain de température est modeste. Cet effet ajoute environ 30 km/h à la vitesse de croisière de l'avion, ce qui équivaut à environ 200 chevaux de plus par moteur. Quelques autres avions de cette époque font usage du même principe, c'est le cas du Convair 240. Les nacelles contiennent aussi une soufflante actionnée par le moteur, ce qui permet d'améliorer le refroidissement du moteur tout en limitant leur diamètre (et donc leur traînée).
Les hélices sont fournies par Curtiss-Wright, elles sont quadripales, réversibles et d'un diamètre de 493 cm. Mettant en avant la comparaison avec son avion le plus connu du public, le P-47, Republic fait remarquer que chacune des nacelles moteur a les mêmes dimensions que le fuselage de ce chasseur, tandis que le stabilisateur horizontal a la même envergure que lui. L'utilisation d'hélices contrarotatives, comme sur le XF-11, est envisagée au début du projet, mais jugée trop peu aboutie techniquement.

### Équipement de reconnaissance

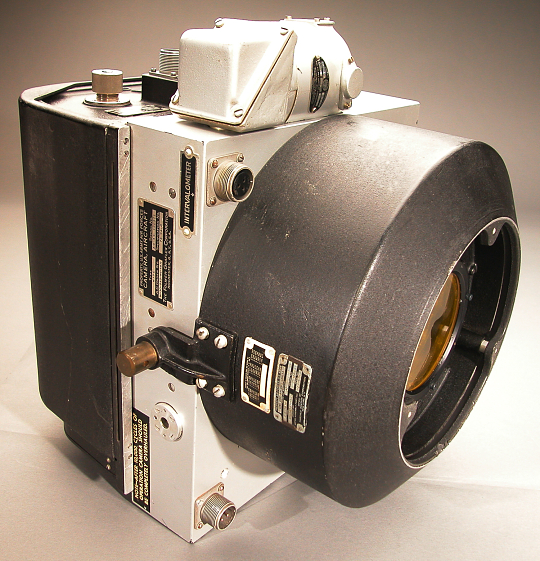
Appareil photographique Fairchild K-17.

Le principal équipement de reconnaissance est un trimetrogon constitué de trois appareils photographiques Fairchild K-17 et monté dans la partie arrière du fuselage. Le trimetrogon est un assemblage optique qui permet de pointer trois appareils, l'un à la verticale de l'avion, les deux autres à gauche et à droite, avec un angle de 60 degrés par rapport à la verticale. Ce dispositif permet d'imager une zone très large : les trois clichés se chevauchent légèrement et les deux photos latérales s'étendent jusqu'à l'horizon. Chacun des K-17 emporte une bobine de film de 122 mètres de long, ce qui permet de réaliser un peu plus de 450 clichés. La surface du négatif, pour chaque prise de vue, est un carré de neuf pouces (23 cm) de côté,. En plus du trimetrogon, il y a un autre appareil monté à la verticale, et un assemblage de deux appareils formant un angle.
Dans la cabine entièrement pressurisée du Rainbow se trouve aussi un laboratoire de tirage photographique. L'objectif est de pouvoir traiter les films photographiques à bord, pendant que l'appareil rentre à sa base, et donc de pouvoir exploiter les clichés immédiatement après l'atterrissage. Le XF-12 est également capable de larguer dix-huit bombes flash, engins pyrotechniques jouant le rôle de flash photographique pour les opérations nocturnes.

## Programme d'essais en vol

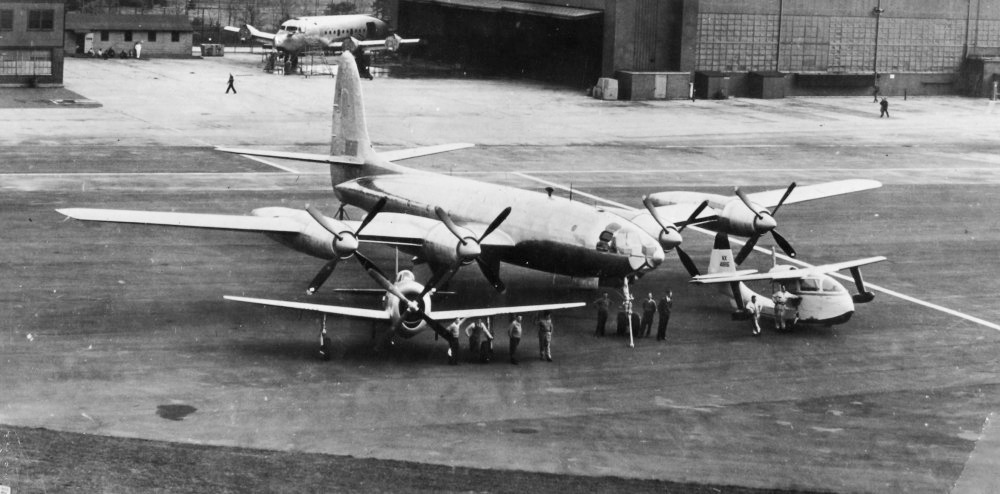
L'un des prototypes, photographié avec un P-47 Thunderbolt et un Republic RC-3 Seabee.

Le premier prototype est présenté à la presse (le projet était jusque-là tenu secret) en décembre 1945, à la sortie du hall d'assemblage de Republic, à Farmingdale. Son premier vol a lieu le 4 février 1946. En juin, après les premiers tests par le constructeur, il est livré aux militaires, qui doivent mener l'évaluation de l'appareil. Le 10 juillet, il est endommagé lors d'un atterrissage, mais est réparé. Le deuxième prototype vole en avril 1947, pourvu de l'ensemble des équipements de reconnaissance prévus pour les avions de série.
Le 7 novembre 1948, après un vol d'essai d'aptitude photographique, le moteur no 2 (intérieur bâbord) du deuxième prototype explose. L'avarie provoque de violents tremblements et l'appareil s'écrase alors qu'il revient à la base aérienne d'Eglin. Cinq des sept membres d'équipage peuvent évacuer en toute sécurité tandis que deux autres sont tués. Le premier prototype continue les essais en vol après avoir été remis en service en 1948, mais, sans commandes à venir et avec la perte du deuxième prototype, les essais en vol sont interrompus et le prototype restant est retiré en juin 1952, après avoir volé seulement 117 heures de 1949 à 1952. Il servira comme cible en 1952 au Aberdeen Proving Ground, dans le Maryland.

## Abandon du programme
Fin 1947, Aviation Week indique que l'US Air force prévoit d'acheter une vingtaine d'exemplaires du nouvel avion.
Bien que très innovant, cet avion est (comme son rival signé Hughes) pénalisé par le contexte. La guerre est finie et sans elle, le besoin urgent auquel répondait le XF-12 a disparu. Le développement du bombardier B-47 à réaction, bien plus performant et prévoyant une version de reconnaissance (RB-47), est déjà bien avancé (l'avion vole fin 1947), et dans l'intervalle, des B-29 et des B-50 peuvent toujours être convertis en avions de reconnaissance. Ces différents facteurs expliquent que le contrat d'acquisition n'est jamais finalisé.

## Opération «Bird's eye»
En septembre 1948, alors qu'il a déjà été décidé que l'appareil ne serait pas produit en série, le second prototype réalise une démonstration de ses capacités : parti de la base d'Edwards, il traverse la totalité des États-Unis en sept heures, jusqu'à la base Mitchel près de New York. Il croise à une altitude de 12 000 mètres en photographiant le sol pendant l'intégralité de son parcours (390 clichés au total, pour chacun des trois appareils photographiques du trimetrogon). En un seul vol, une bande de terrain de 4 350 km de long et 790 km de large est ainsi cartographiée. C'est la première fois que la photographie aérienne est menée à cette échelle, c'est aussi le premier vol transcontinental mené de bout en bout à une altitude aussi élevée,,.

## Version civile
Très peu de temps après la présentation au public du prototype, Republic tente également de commercialiser une version du Rainbow comme avion de ligne. Cet appareil, désigné RC-2 Rainbow, possède un fuselage différent, plus long de 150 cm que celui de la version militaire, privé du nez en plexiglas, avec une cabine pressurisée pour 46 passagers (l'équipage comprenant sept personnes). En outre, les moteurs doivent être d'une version légèrement différente de ceux utilisés sur le prototype militaire, pour améliorer la puissance à basse altitude. En 1946, Republic, qui cherche à se diversifier vers le marché civil, fait activement la promotion de ce modèle auprès des compagnies aériennes. Il doit avoir assez d'autonomie pour relier Londres et New York, et réaliser ce vol en moins de neuf heures, étant nettement plus rapide que les autres avions transatlantiques alors disponibles. Malgré l'intérêt manifesté un temps par Pan American et American Airlines, le projet n'est pas lancé. L'avion aurait été peu compétitif par rapport aux concurrents, Douglas DC-6 et Lockheed L-049 Constellation. De plus, le projet civil n'était viable que si la production de la version militaire était lancée et finançait les outillages. En 1947, après l'annulation de la commande passée par American Airlines, Republic annonce avoir cessé de travailler sur ce projet. La Pan American avait commandé six appareils, qui ne sont donc jamais livrés.
En 1950, Kartveli a présenté à la presse l'idée d'un dérivé à turbopropulseurs, utilisant des Allison T40.

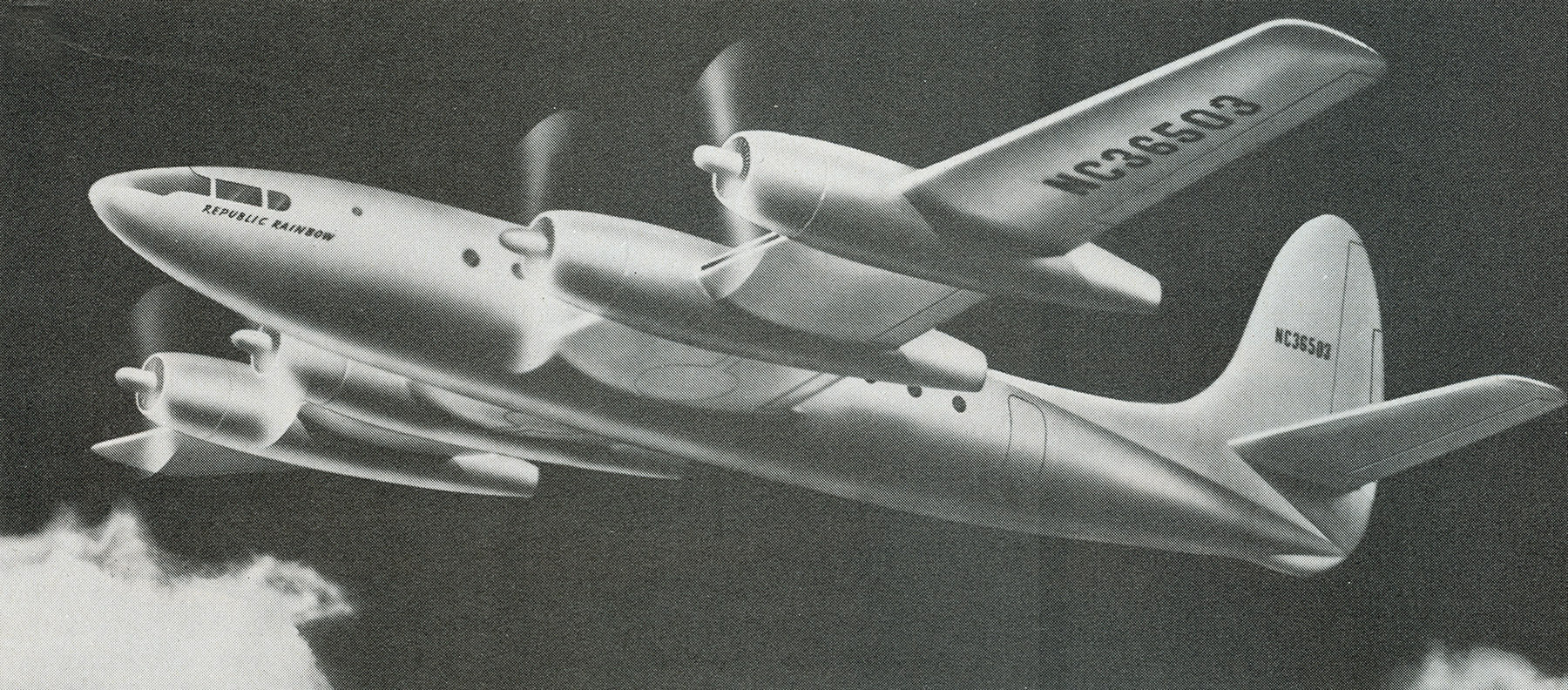
Image promotionnelle du RC-2.
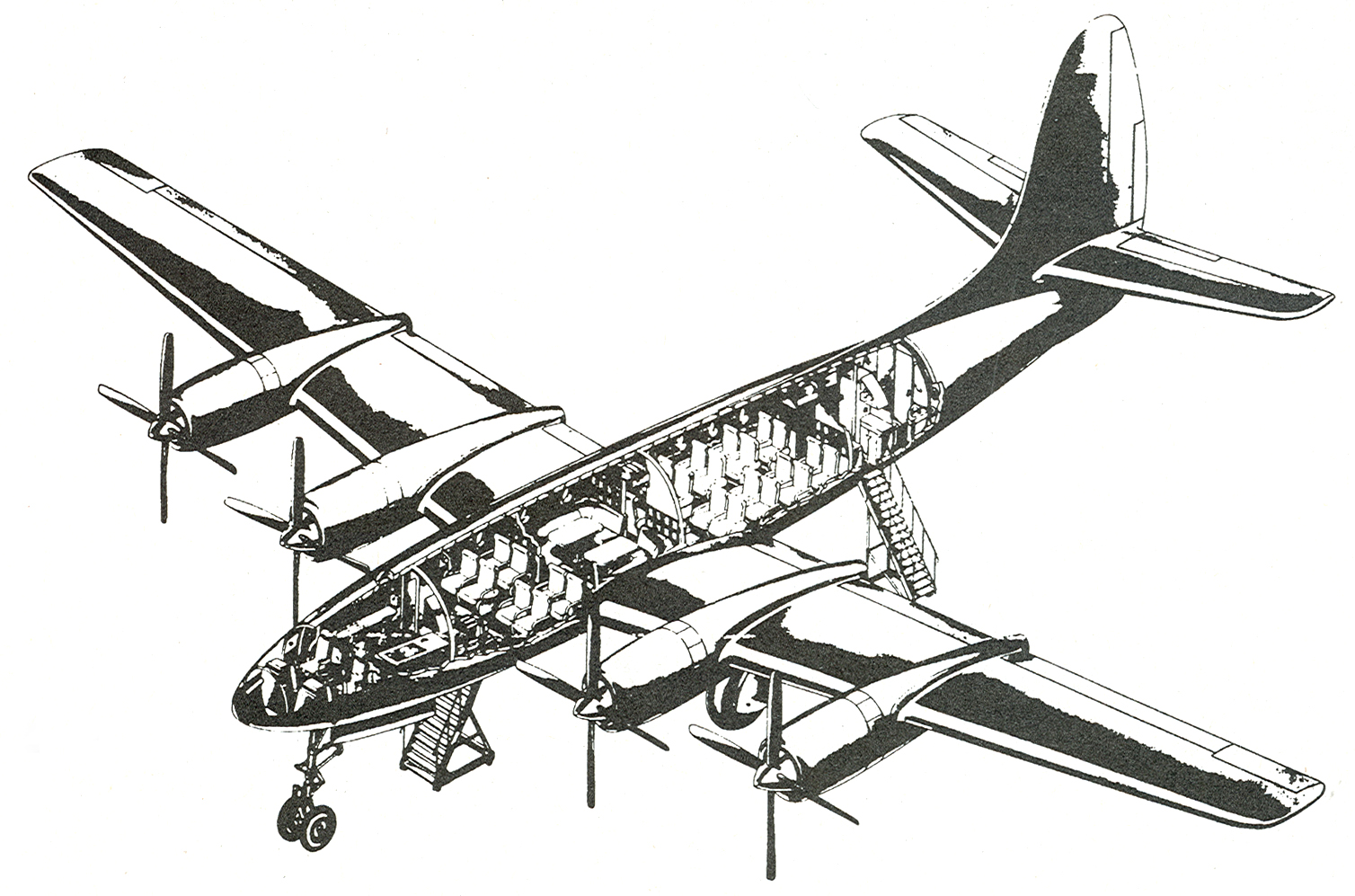
Représentation technique de l'avion, montrant l'aménagement intérieur.
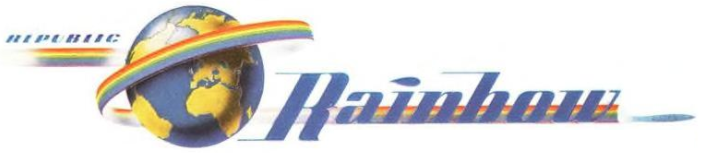
Logo utilisé pour la publicité du projet.